# Tipula (Lunatipula) bezzii
Tipula (Lunatipula) bezzii is een tweevleugelige uit de familie langpootmuggen (Tipulidae). De soort komt voor in het Palearctisch gebied.